# Мариамман

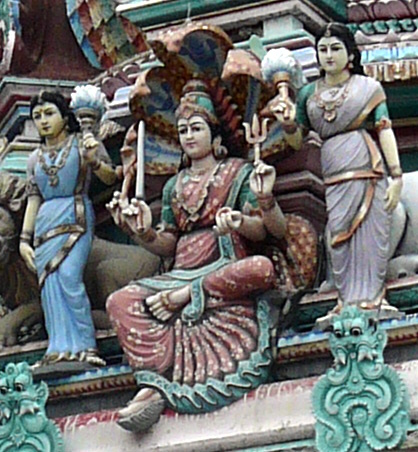

Мариамман (там. மாரியம்மன்) — богиня-мать в индуизме. Её культ распространен в южных районах Индии.

## Этимология
Амман (там. அம்மன்) на тамильском языке означает «мать». Относительно значения слова «мари» существуют разные версии, поскольку по-тамильски оно, в зависимости от ударения, означает смерть или дождь.

## Происхождение культа
Культ богини-матери восходит к древним дравидским женским божествам грамадевата, так называемым «деревенским» или «народным» богиням. Эти божества считались хранителями деревни и оберегали благополучие людей, животных и природы. Они могли вызывать или предотвращать болезни, а также являлись олицетворением родящей и питающей Матери-Земли. Однако некоторые деревенские божества являются общими для целого региона, и в Южной Индии таким божеством является Мариамман. Присутствие богини в деревне обозначают камнем, символизирующим её голову, при этом земля вокруг камня символизирует тело божества, на котором стоит поселение, и которое питает людей и растения. Богиня охраняет деревню и её границы, но её сила распространяется только на территорию деревни. Считается, что Мариамман ответственна за распространение болезней, особенно таких, как оспа, ветряная оспа и холера.
Существует несколько несвязанных между собой легенд, посвященных Мариамман, распространенных, по-видимому, в разных местностях.

## Ритуалы
Почти в каждой южно-индийской деревне есть храм, посвященный Мариамман. Ежегодные праздники проводятся, как правило, в начале или в конце лета. На праздниках, продолжающихся несколько дней, распространен ритуал хождения по раскаленным углям. Для жертвоприношений, как правило, используется буйвол.
Мариамман традиционно изображается в виде многорукой сидящей женщины с лицом красного цвета. В руках у неё может быть барабан, нож, колокольчик, трезубец. Принято, чтобы в храме было каменное изваяние богини, а для процессий используется металлическое изображение.

## География культа
Культ Мариамман широко распространен во многих районах Южной Индии, особенно в штатах Тамилнад, Карнатака и Андхра-Прадеш, а также в Шри-Ланке. В индийской диаспоре культ имеет много приверженцев в странах Юго-Восточной Азии и ЮАР.